# Odontomachus clarus
Odontomachus clarus är en myrart som beskrevs av Julius Roger 1861. Odontomachus clarus ingår i släktet Odontomachus och familjen myror. Inga underarter finns listade i Catalogue of Life.

## Bildgalleri

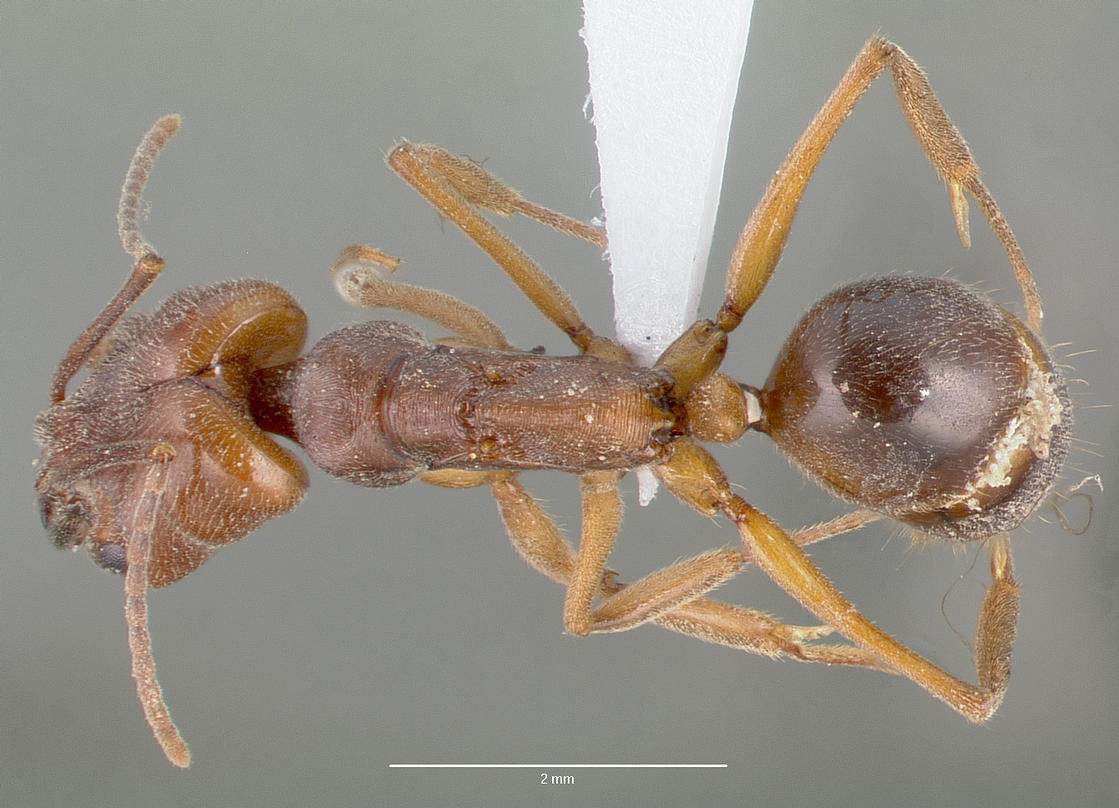
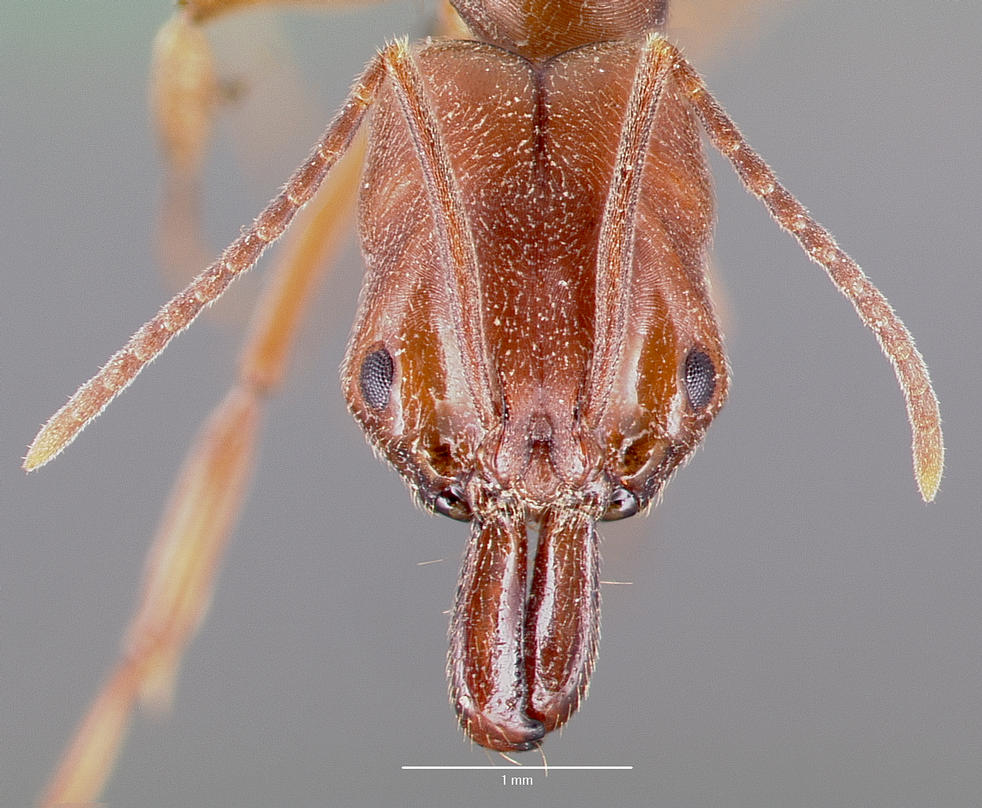
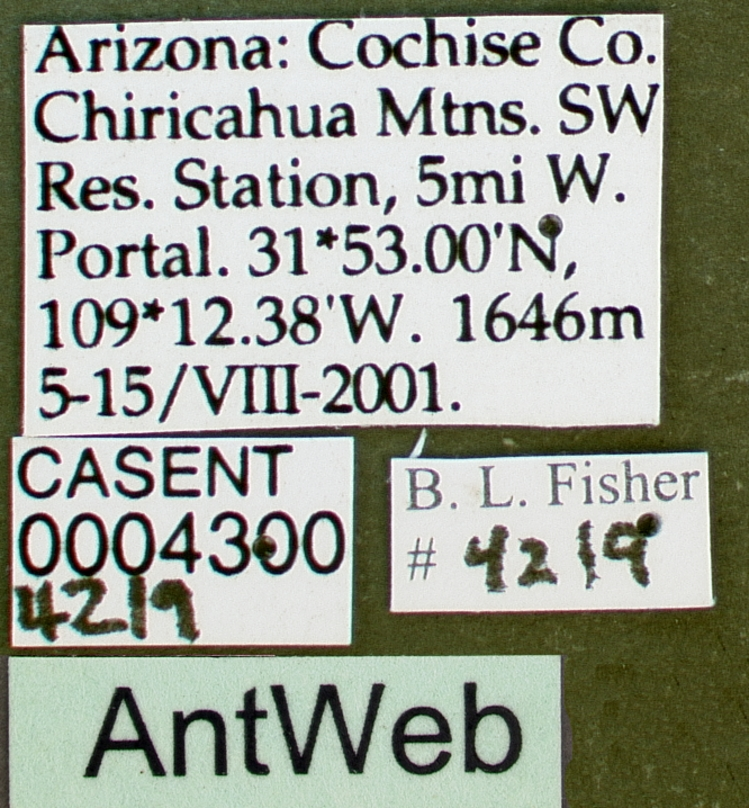
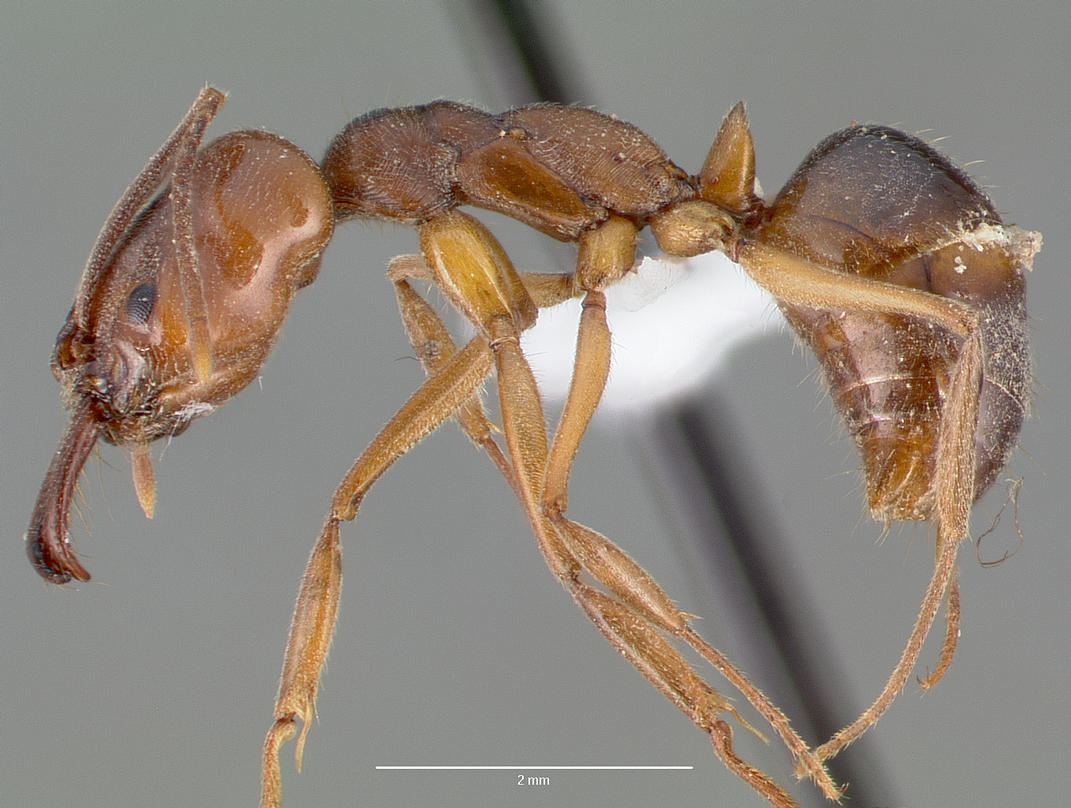
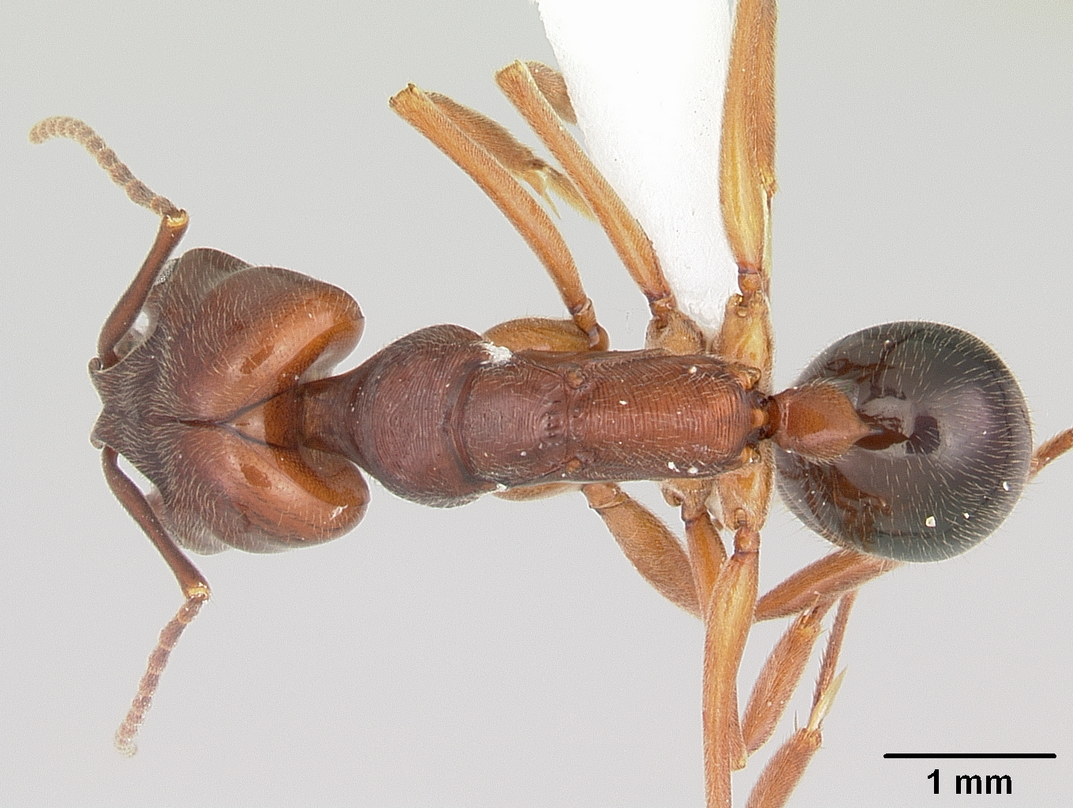
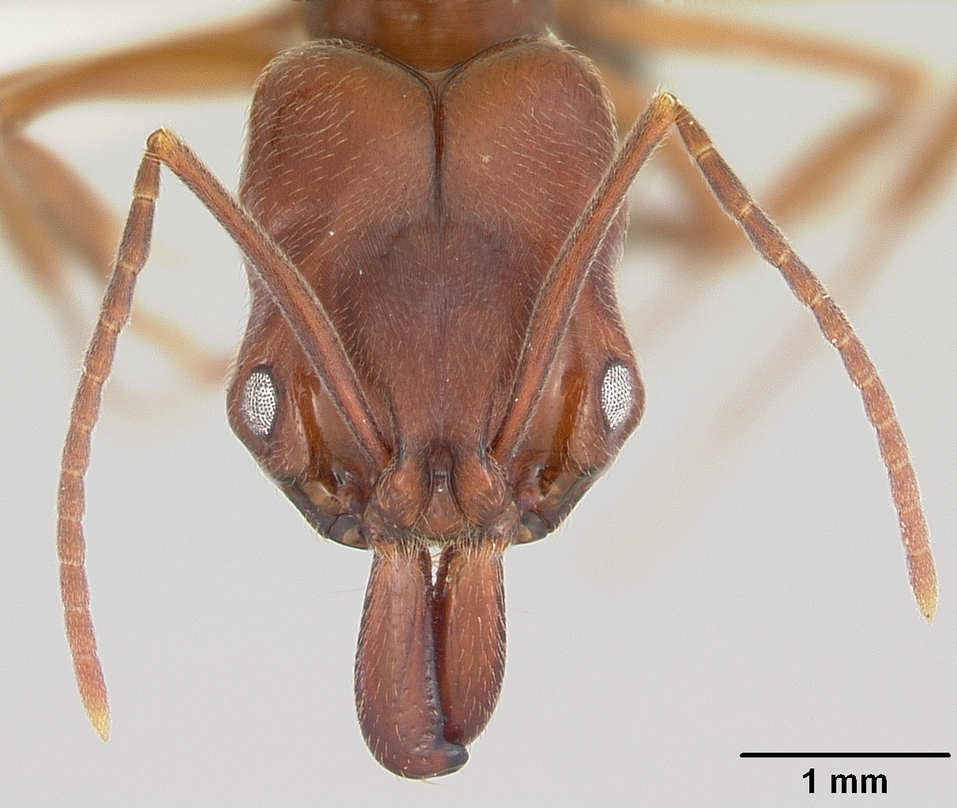